# Court of the Lord Lyon

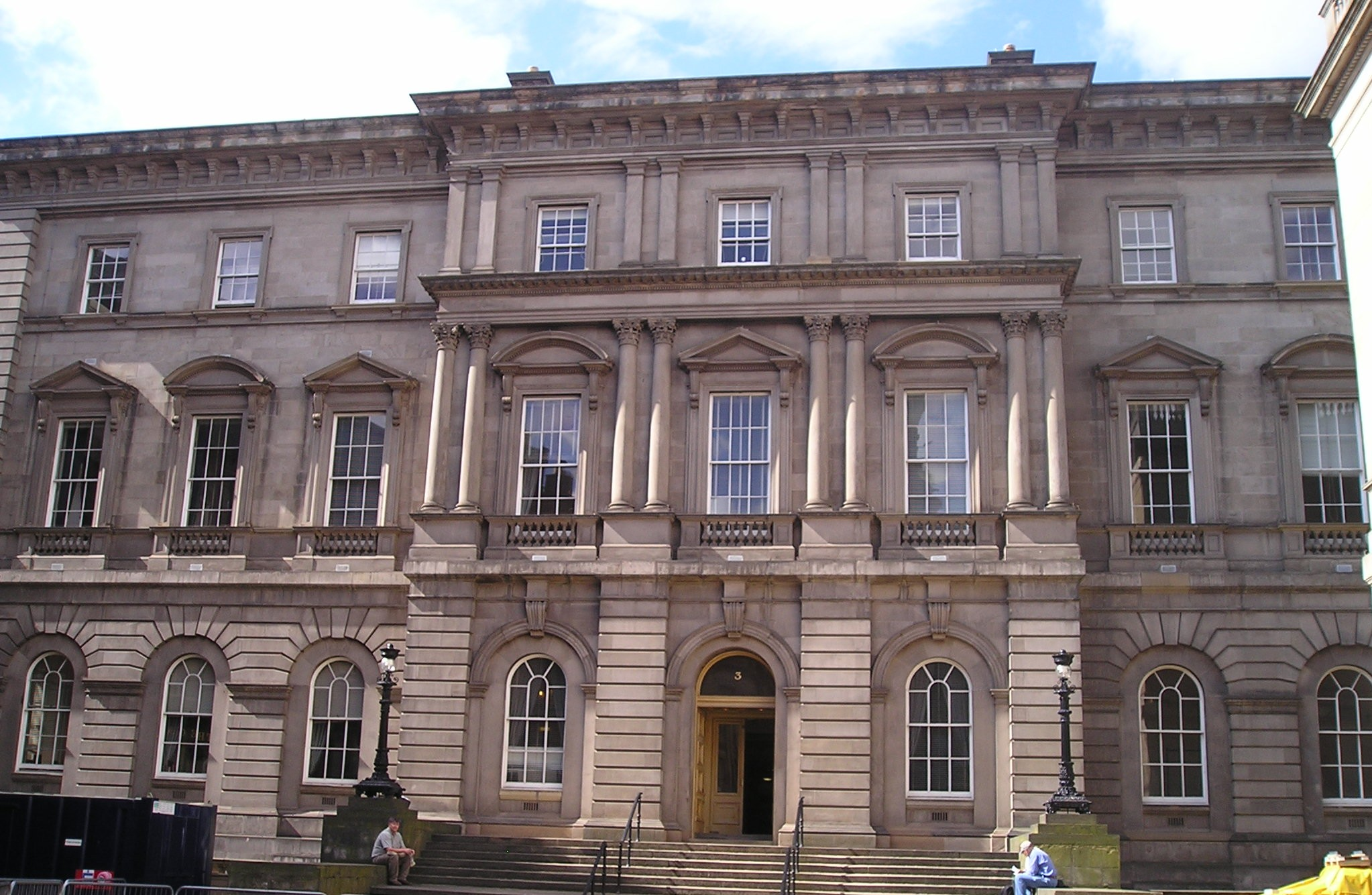
New Register House in Edinburgh, Sitz des Lyon Court

Der Court of the Lord Lyon, kurz auch Lyon Court, ist das in Edinburgh ansässige für Schottland zuständige staatliche Heroldsamt (Heraldic Authority). Daneben werden auch Clans durch den Lyon Court anerkannt und registriert. Für heraldische Fragen in England, Wales und Nordirland, aber auch im Commonwealth of Nations ist das College of Arms in London zuständig. 
Vorsitzender des Lyon Courts ist der Lord Lyon King of Arms. Bis Ende 2013 wurde diese Funktion von David Sellar eingenommen. Im Januar 2014 wurde Joseph John Morrow zu seinem Nachfolger ernannt.
Ein weiterer fest angestellter Mitarbeiter ist der Lyon Clerk and Keeper of the Records. Beide werden von bis zu sechs Herolden und Poursuivanten (Herolds-Gehilfen) in ihrer Amtsführung unterstützt. 
Das Amt des Lyon King of Arms wird erstmals durch eine Ernennungsurkunde von König Robert Bruce 1318 erwähnt. Seit 1672 gibt es ein Public Register of All Arms and Bearings in Scotland.

## Wappenherolde für Schottland
Zusammensetzung des Lord Lyon Court:

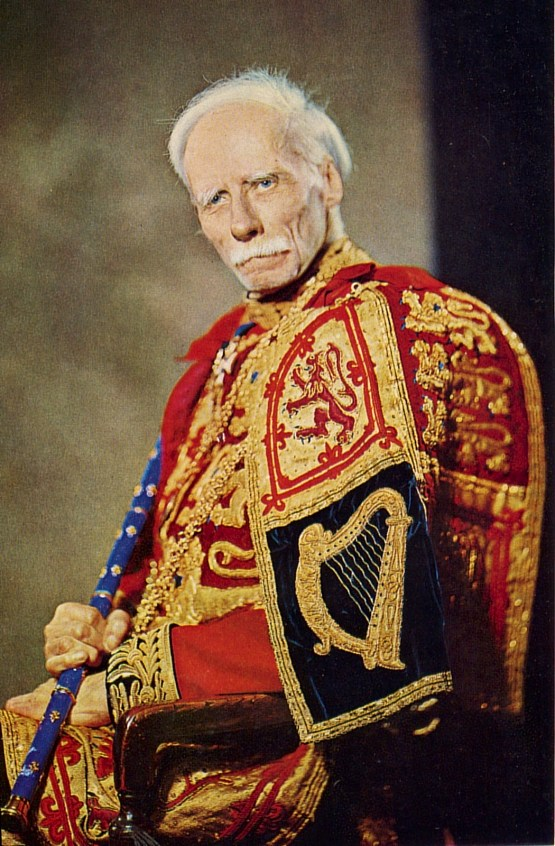
Sir Thomas Innes of Learney, Lord Lyon von 1945 bis 1969, im Tappert mit den königlichen Wappen.

| Court of the Lord Lyon |                                                 |                                                                |
| Abzeichen              | Amt                                             | Name (Datum der Verfügung)                                     |
|                        | Lord Lyon King of Arms                          | Joseph John Morrow                                             |
|                        | Lyon Clerk and Keeper of the Records            | Elizabeth A. Roads, LVO (auch Snawdoun Herald) (25. März 1986) |
|                        | Procurator Fiscal to the Court of the Lord Lyon | Alexander M. S. Green, (3. August 2010)                        |
| Other officials        |                                                 |                                                                |
|                        | Herald Painter to the Court of the Lord Lyon    | Yvonne Holton (auch Dingwall Pursuivant) (10. Januar 2005)     |

### Offiziere of Arms

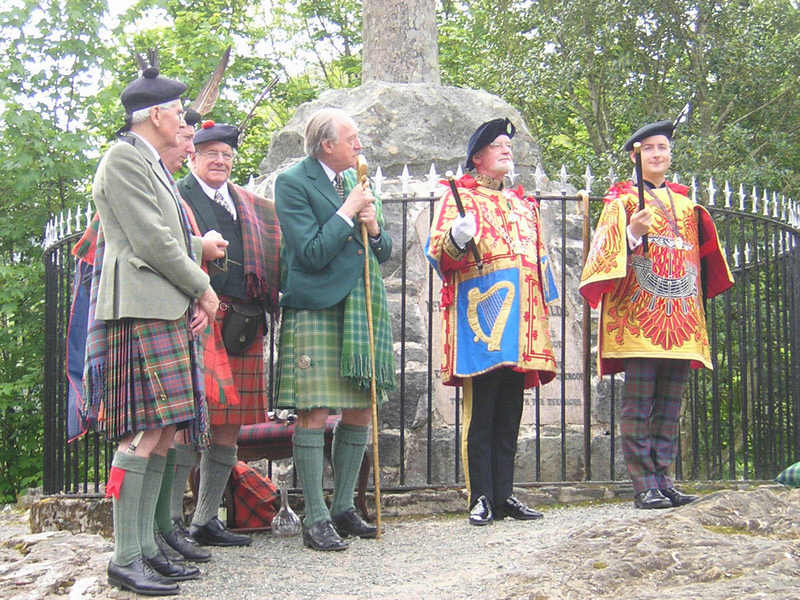
Charles Burnett, Ross Herald während der Einführungszeremonie von Adam Bruce als Finlaggan Pursuivant of Arms, einem privaten Herold des Clan MacDonald 2006.

| Heralds of Arms in Ordinary     |                                     |                                                                         |
| Abzeichen                       | Amt                                 | Name (Datum der Verfügung)                                              |
|                                 | Rothesay Herald of Arms             | Sir Crispin Agnew of Lochnaw (1. August 1986)                           |
|                                 | Snawdoun Herald of Arms             | Elizabeth A. Roads (auch Lyon Clerk und Archivarin) (17. Dezember 2010) |
|                                 | Marchmont Herald of Arms            | Adam Bruce (2. April 2012)                                              |
| Pursuivants of Arms in Ordinary |                                     |                                                                         |
|                                 | Ormond Pursuivant of Arms           | Mark D. Dennis (1. Juni 2009)                                           |
|                                 | Dingwall Pursuivant of Arms         | Yvonne Holton (auch heraldischer Zeichner) (20. Juni 2011)              |
|                                 | Unicorn Pursuivant of Arms          | Reginald John Malden (3. April 2012)                                    |
| Heralds of Arms Extraordinary   |                                     |                                                                         |
|                                 | Orkney Herald of Arms Extraordinary | Malcolm Innes of Edingight (9. Februar 2001)                            |
|                                 | Angus Herald of Arms Extraordinary  | Robin O. Blair (17. März 2008)                                          |
|                                 | Islay Herald of Arms Extraordinary  | Alastair Lorne Campbell of Airds (1. September 2008)                    |
|                                 | Ross Herald of Arms Extraordinary   | Charles J. Burnett (4. Januar 2011)                                     |

### Nicht besetzte Ämter
| Heralds of Arms     |                               |                                                           |
| Abzeichen           | Amt                           | Notiz                                                     |
|                     | Albany Herald of Arms         |                                                           |
| Pursuivants of Arms |                               |                                                           |
|                     | Bute Pursuivant of Arms       |                                                           |
|                     | Carrick Pursuivant of Arms    |                                                           |
|                     | Falkland Pursuivant of Arms   | (Nur zeitweilige Verwendung als Pursuivant Extraordinary) |
|                     | Kintyre Pursuivant of Arms    |                                                           |
|                     | Linlithgow Pursuivant of Arms | (Nur zeitweilige Verwendung als Pursuivant Extraordinary) |
|                     | March Pursuivant of Arms      |                                                           |